# 지리산 천년송
지리산 천년송(智異山 千年松)은 대한민국 전북특별자치도 남원시 산내면 와운마을에 있는 소나무이다. 대한민국의 천연기념물 제424호로 지정되어 있다.
이 나무는 와운마을 뒷산에서 임진왜란 전부터 자생해 왔다고 알려져 있다. 20m의 간격을 두고 한아시(할아버지)송과 할매(할머니)송이 이웃하고 있는데, 이 중 더 크고 오래된 할매송을 마을 주민들이 ‘천년송’이라 불러오며 당산제를 지내왔다 한다. 이 할매송이 천연기념물로 지정되어 있다. 매년 정월 초사흗날에 마을의 안녕과 풍년을 기원하며 지내는 당산제의 제관으로 선발된 사람은 섣달 그믐날부터 외부 출입을 삼가고 뒷산 너머의 계곡(일명 산지쏘)에서 목욕재계 하고 각별히 근신한다고 한다.